# 廉兴
廉兴（?—?），字清轩，满族人，籍贯不详，清朝及中华民国官员。

## 生平
廉兴在清朝末年任西宁府知府。中华民国成立后，他于1912年被任命为青海办事长官。1915年（民国4年）北洋政府裁撤青海办事长官，廉兴随之失去职务。